# Anton der Zauberer
Anton der Zauberer ist eine deutsche Filmkomödie der DEFA von Günter Reisch aus dem Jahr 1978. Der Film war ein großer Publikumserfolg in der DDR – Regisseur, Drehbuchautor und Hauptdarsteller wurden für ihren „Beitrag zur Entwicklung der sozialistischen Filmkomödie“ staatlich ausgezeichnet.

## Handlung
Anton Grubske wird beerdigt. Die Trauergäste blicken zurück. Schon als Jugendlicher zeigten sich bei Anton die Vorlieben für Autos und Frauen. Als der Automechaniker während des Zweiten Weltkriegs in der Wüste abgeschossen wurde und sich vor seinem geistigen Auge mitten in der Ödnis eine Fata Morgana in Form eines gefüllten Bierglases entwickelte, war auch die dritte bestimmende Leidenschaft in Antons Leben geweckt: Die Liebe zum Alkohol. Nach Ende des Krieges kehrte Anton zu seinem Vater zurück und fand im Aufarbeiten von Autowracks eine lukrative Einnahmequelle, die noch lukrativer wurde, als er sich auf das Restaurieren von Traktoren spezialisierte. Die Trinkgelder nahm er zusätzlich unversteuert ein und deponierte sie bei seiner Bekannten und Halbgeliebten Sabine, hat er doch inzwischen die Pietistin Liesel geheiratet. Als die abgezweigten Gelder astronomische Höhen erreichen, eröffnet Anton mit Sabines Hilfe in West-Berlin ein Konto, auf dem die Gelder heimlich verschwinden. Sabine erhält eine Kontovollmacht und kann Anton bald verkünden, dass er Ostmark-Millionär ist.
Anton weitet unterdessen seine Geschäftspraktiken aus: Statt Ware zu verkaufen, wenn sie fertig ist, nimmt er von den Großbauern Anleihen auf zu liefernde Traktoren, für die er noch nicht einmal die nötigen Wracks besitzt. Bald kommt es zum Produktionsstau und ein stets vertrösteter Kunde zeigt Anton schließlich anonym an. Der wird verhaftet und zu vier Jahren Gefängnis verurteilt. Auch im Gefängnis zeigt er Organisationstalent und Arbeitseifer und wird schließlich als ausgezeichneter Aktivist entlassen. Eine Karte von Sabine aus der Schweiz hat ihn unterdessen auf den Boden der Tatsachen zurückgeholt: Sabine hat sein West-Berliner Geld an sich genommen und ist in der Schweiz untergekommen. Da Anton jedoch beim Prozess zwecks Strafminderung stets behauptet hatte, dass er das veruntreute Geld ausgegeben hat, gibt es nun keine Möglichkeit, den Diebstahl vor ein Gericht zu bringen.
Anton fängt bei Traktorenwerkleiter Schröder, für den er bereits während seiner Gefängniszeit gearbeitet hat, als Ersatzteilbeschaffer an. Da Anton buchstäblich alles organisieren kann, wird er bald mehrfach ausgezeichnet und darf sogar nach Budapest reisen, wo er einem Fluchtangebot in die Schweiz widersteht. Er beschließt wegen zunehmender Alpträume des vielen verschwundenen unversteuerten Geldes wegen, das er in der DDR zudem als Privatmann unmöglich ausgeben könnte, schriftlich auf das Vermögen zu verzichten. Ein Neuanfang wäre nötig, raten ihm die Ärzte doch zudem, zukünftig auf exzessiven Alkoholgenuss zu verzichten. Schon eine größere Menge Alkohol bei erregtem Zustand eingenommen, könnte sein Ende bedeuten. Antons Entscheidung wird auf die Probe gestellt, als Sabine in der Schweiz bei einem Verkehrsunfall verstirbt. Sie hat ihm ihre Lebensversicherung überschrieben, sodass er nun 200.000 Schweizer Franken erhalten würde. Er entscheidet sich, das Geld der Stadt zu schenken. Einen luxuriös ausgestatteten Chevrolet Impala, das letzte Auto Sabines und nun sein Erbteil, lässt er in der Schrottpresse zerstören. Anschließend betrinkt er sich heftig und verstirbt an Herzversagen. Auf seiner Beerdigung geben ihm alle Menschen, mit denen er im Laufe seiner Zeit zu tun hatte, die letzte Ehre, und sprechen dem Alkohol zu.

## Produktion
Ursprünglich war Anton der Zauberer als mehrteiliger Fernsehfilm konzipiert worden. Regisseur Günter Reisch besetzte die Hauptrolle des Anton mit Ulrich Thein, der ab 1963 vor allem als Regisseur in Erscheinung getreten und anerkannt war und nur selten vor der Kamera agierte. Reisch sah dies als durchaus positiv an: „Er [Thein] ist Schauspieler und Regisseur, und als Regisseur weiß er, wie verderblich das Zerreden einer Figur werden kann. […] Natürlich kommt er mit neuen Vorschlägen, doch nicht mit neuer Szene, gar neuen Dialogen.“
Der Film, der unter anderem im Havelland gedreht wurde, erlebte am 19. September im Rostocker Capitol seine Premiere und kam drei Tage später in die Kinos. Mit rund 800.000 Zuschauern in der DDR wurde Anton der Zauberer ein großer Publikumserfolg. Er lief auch auf Festivals und Veranstaltungen in der BRD (Filmwoche der DDR in der BRD, 1980), in Norwegen (DDR-Filmtage in Oslo, Bergen/Norwegen 1986) und in China (Woche des DDR-Films in Peking, China, 1989). Am 6. Januar 1980 wurde er um 20 Uhr im 1. Programm des Fernsehens der DDR erstmals im Fernsehen ausgestrahlt und am 25. Oktober 1984 im 3. Programm des NDR erstmals in der BRD gesendet.
Er war auch der letzte DEFA-Film, der im mittlerweile gänzlich unüblich gewordenen Format Totalvision gedreht wurde.

## Kritik
Die zeitgenössische Kritik lobte Anton der Zauberer: „Der Film ist ein Labsal für Auge und Ohr. Bild- und Dialogpointen sitzen wie ein Maßanzug“, schrieb Renate Holland-Moritz. Der Film sei eine „lachende Selbstkritik“, „wie sie lange in keinem DEFA-Film zu finden war“, meinten andere Kritiker. Dies spezifizierte Rosemarie Rehahn in ihrer Kritik zu diesem „erfreulich ausgewachsene[n] Filmvergnügen“: „Seit ‚Karbid und Sauerampfer‘ ist der DEFA kein Lustspielfilm der Art mehr passiert. Ich meine, keiner, der sich mit soviel souveränem Witz und Charme, mit soviel Originalität an die soziale und historische Bewertung unserer allerjüngsten Vergangenheit macht. Keiner, der sich so fröhlich frech der Komödie nähert.“ Rehahn kritisierte hingegen das Ende des Films, das sich zu sehr dem Schwank nähere, „wo alles erlaubt ist, Hauptsache, es wird gelacht.“
Das Lexikon des internationalen Films nannte Anton der Zauberer eine „heiter-ironische Zeitbetrachtung früher DDR-Geschichte, die aber existentiellen Konflikten eher aus dem Weg geht und durch das, was sie weglässt, an Wahrhaftigkeit einbüßt.“ Für Cinema war der Film eine „heiter-ironische Reise in die Frühzeit der ‚Zone‘“.

## Auszeichnungen
Bei der Kritikerumfrage des Verbandes der Film- und Fernsehschaffenden der DDR gewann Anton der Zauberer 1978 in den Kategorien bester DEFA-Film des Jahres 1978 und bester DEFA-Film im komischen Genre des Jahres 1978.
Ulrich Thein wurde 1979 für seine Darstellung des Anton auf dem Internationalen Filmfestival Moskau als bester Darsteller ausgezeichnet. Anton der Zauberer lief zudem im Wettbewerb um den Goldenen Preis, den späteren Goldenen Georg.
Für ihren „Beitrag zur Entwicklung der sozialistischen Filmkomödie“ wurden Günter Reisch, Karl Georg Egel und Ulrich Thein am 9. März 1979 mit dem Heinrich-Greif-Preis I. Klasse ausgezeichnet.